# Moptop
Moptop est un groupe de rock indépendant brésilien, originaire de Rio de Janeiro. Il est formé en 2003, et séparé en 2011.

## Biographie
Formé en 2003 à Rio de Janeiro, Moptop est formé par Gabriel Marques (guitare, chant), Rodrigo Curi (guitare), Daniel Campos (basse) et Mário Mamede (batterie). Les influences du groupe sont à rechercher du côté de The Clash, The Ramones, mais surtout de The Strokes. Le groupe, sous le nom Delux, commencé par faire des chansons en anglais ou des reprises du rock anglo-saxon et en se produisant lors de petits concerts. En 2004, le groupe change son nom en Moptop en référence à la coupe de cheveux de The Beatles et fait des concerts plus nombreux ainsi que des premières parties de groupe populaires locaux.
Un an plus tard, en 2005, le groupe sort une démo, Moonrock, qui obtient un certain succès et leur ouvre les portes de festivals Indie Rock, notamment le Coca-Cola Vibezone. Depuis 2006, la popularité de Moptop grandit continuellement au Brésil où ils font les premières parties de Oasis ou de The Bravery. 2006 est aussi l’année de la signature d’un accord avec Universal. Leur premier album studio, Moptop, et son single O rock acabou, est un succès à la radio comme à la télévision sur MTV Brasil,. Leur deuxième album, Como se comportar, est paru en 2008 et confirme l’intérêt du public.
En 2011, le groupe annonce une pause à durée indéterminée ; deux ans plus tard, Gabriel Marques annonce la séparation du groupe.

## Discographie

### Albums studio
- 2006 : Moptop (Universal Records)
- 2008 : Como se comportar (Universal Records)

### EP
- 2005 : Moonrock (indépendant)

### Singles
- 2006 : O rock acabou (Universal Records)
- 2007 : Sempre igual (Universal Records)
- 2008 : Aonde quer chegar (Universal Records)
- 2009 : Bom par (Universal Records)